# نينا روسلانوفا
نينا روسلانوفا ( 5 ديسمبر 1945 - 21 نوفمبر 2021) هي كانت ممثلة روسية.أخر أعمالها كان فيلم في.